# Arasikere, Pavagada
Arasikere là một làng thuộc tehsil Pavagada, huyện Tumkur, bang Karnataka, Ấn Độ.